# Eulamprus tympanum
Espèce
Synonymes
- Lygosoma tympanum Lönnberg & Andersson, 1915

Eulamprus tympanum est une espèce de sauriens de la famille des Scincidae.

## Répartition
Cette espèce est endémique d'Australie. Elle se rencontre en Nouvelle-Galles du Sud, en Australie-Méridionale, au Victoria et en Tasmanie.

## Liste des sous-espèces
Selon The Reptile Database (20 septembre 2012) :
- Eulamprus tympanum marnieae Hutchinson & Rawlinson, 1995
- Eulamprus tympanum tympanum (Lönnberg & Andersson, 1915)

## Publications originales
- Hutchinson & Rawlinson, 1995 : The water skinks (Lacertilia: Eulamprus) of Victoria and South Australia. Records of the South Australian Museum, vol. 28, p. 185-207 (texte intégral).
- Lönnberg & Andersson, 1915 : Results of Dr. E. Mjöbergs Swedish Scientific Expeditions to Australia 1910-13. 7. Reptiles collected in northern Queensland. Kongliga Svenska Vetenskaps Akademiens Handlingar, Stockholm, vol. 52, p. 1-7 (texte intégral).